# Bodești (okręg Arad)
Bodești – wieś w Rumunii, w okręgu Arad, w gminie Hălmagiu. W 2011 roku liczyła 131 mieszkańców. 